# Shirakami-Sanchi

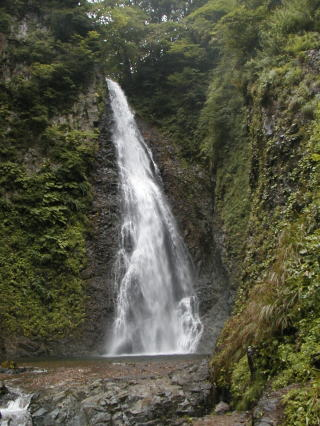
Una cascata all'interno del Shirakami-Sanchi

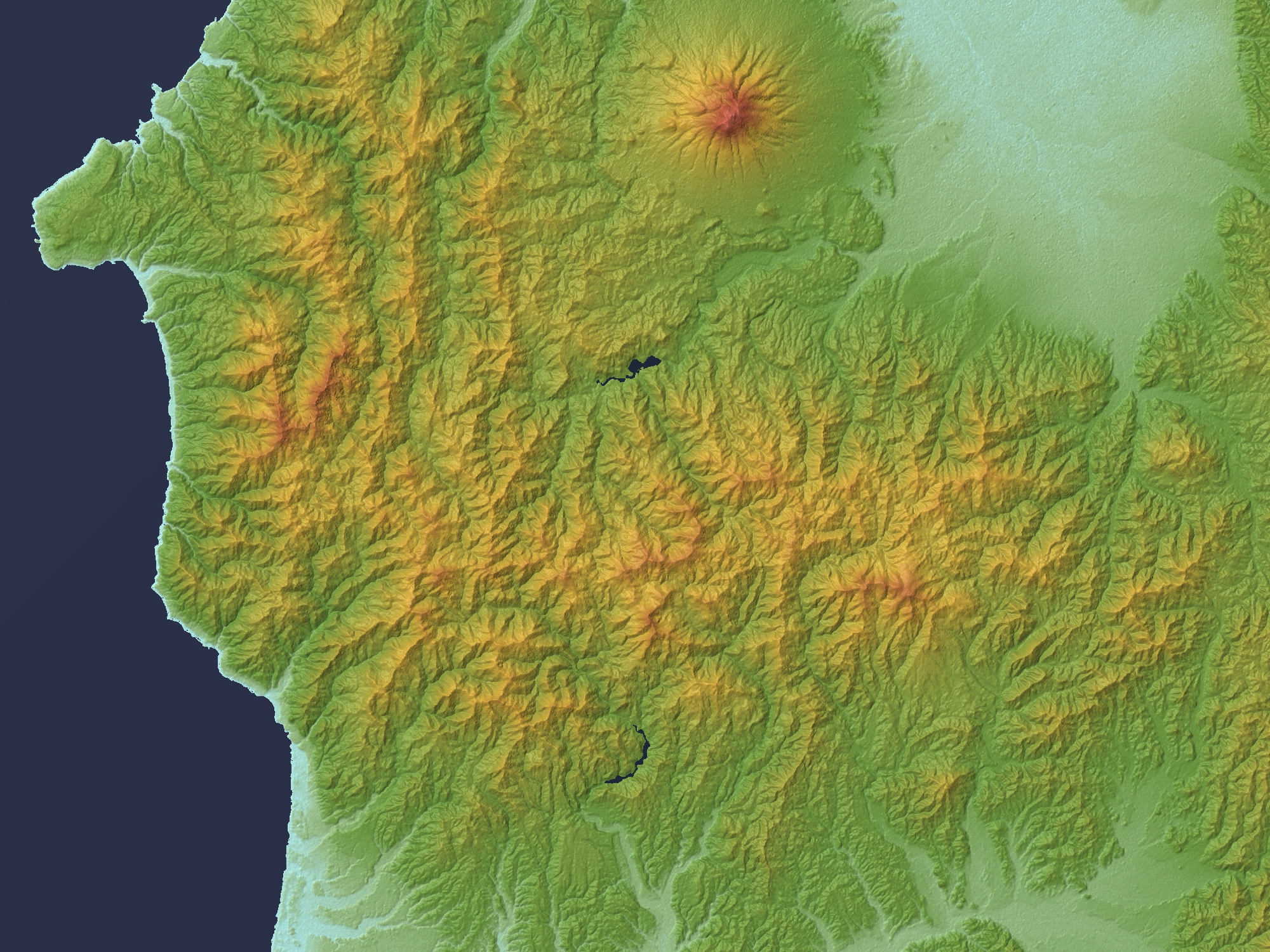

Il Shirakami-Sanchi (白神山地? lett. "Regione montuosa del dio bianco") è un'ampia zona di foresta vergine che si trova nel nord dell'isola di Honshū, in Giappone. Questa regione montuosa si estende su di una superficie di circa 1.300 chilometri quadrati, all'interno delle prefetture di Akita e Aomori; di questi, 170 chilometri quadrati sono stati inseriti nel 1993 nell'elenco dei Patrimoni dell'umanità dell'UNESCO. La maggior parte della foresta è composta da faggi.
Il cuore della regione, protetto dall'UNESCO, non contiene alcun percorso stradale ma solamente i sentieri utilizzati dagli escursionisti, e per entrare in questa parte della foresta o pescare si deve richiedere uno speciale permesso. Poiché i contadini locali trovavano il terreno su cui sorge la foresta poco redditizio dal punto di vista agricolo, la regione si è conservata pressoché intatta per millenni. Oltre ai faggi, qui si trovano anche katsura e altre specie di piante decidue.
Oltre alla flora, all'interno della foresta si trova una rigogliosa fauna: qui si possono infatti trovare numerose specie di mammiferi ed uccelli, fra cui il picchio nero, il serao giapponese, l'aquilastore montano, l'aquila reale, il macaco giapponese e l'orso tibetano.